# Strada maestra M8 (Bielorussia)
La strada M8 (in bielorusso Магістраль М8?, Mahistral' M8; in russo Магистраль М8?, Magistral' M8) è una strada maestra della Bielorussia, che attraversa la parte orientale del paese da nord a sud.
Forma parte della strada europea E95.

## Percorso
La strada ha origine dal confine russo presso Jeziaryšča. Si dirige verso sud toccando le città di Vicebsk, Orša, Mahilëŭ e Homel'. Termina presso Novaja Huta al confine ucraina, oltre il quale prosegue con la denominazione di M10.